# Foveabathra
Foveabathra là một chi bướm đêm thuộc họ Geometridae.